# Пісенний конкурс Євробачення 1963

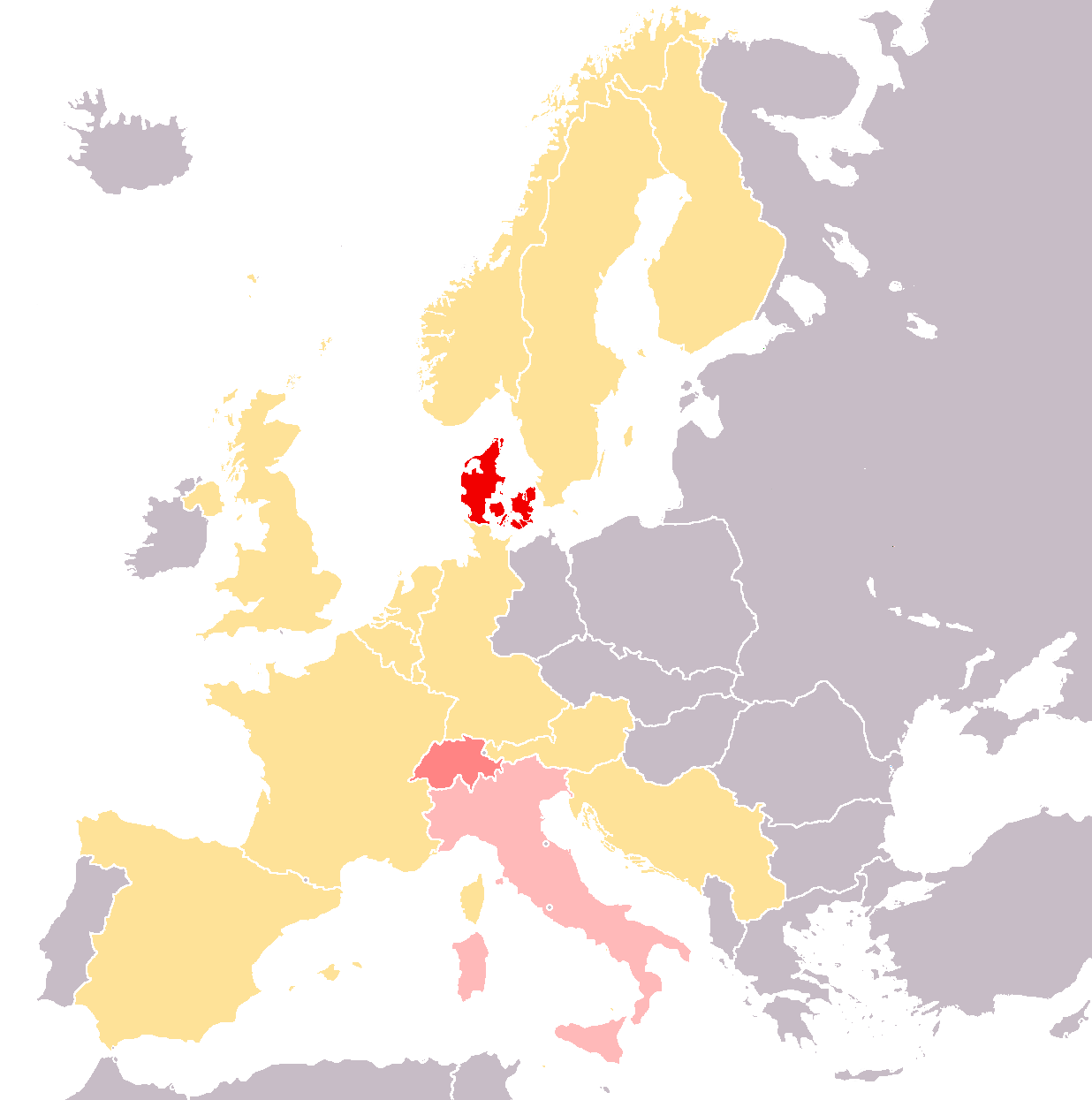
Країни — учасники конкурсу. Країни, що здобули:
1-е місце
2-е місце
3-є місце на пісенному конкурсі Євробачення

Пісенний конкурс Євробачення 1963 став 8-м конкурсом пісні Євробачення. Він пройшов 23 березня 1963 року в Лондоні, Велика Британія. Як і Голландія 1960 року, Франція відмовилась організовувати конкурс 1963 року в себе на батьківщині. конкурс знову врятувала Велика Британія. Переможцем стала Данія з піснею Dansevise, яку виконали Грета і Юрген Інгманн.
Grete & Jorgen Ingmann — «Dansevise»ⓘ — пісня переможця.

## Результати
| # п/п | Країна          | Виконавець              | Пісня                           | Очок | Місце |
| ----- | --------------- | ----------------------- | ------------------------------- | ---- | ----- |
| 8     | Данія           | Ґрете та Йорґен Інґманн | Dansevise                       | 42   | 1     |
| 10    | Швейцарія       | Естер Офарім            | T’en va pas                     | 40   | 2     |
| 6     | Італія          | Emilio Pericoli         | Uno per tutte                   | 37   | 3     |
| 1     | Велика Британія | Ronnie Carroll          | Say wonderful things            | 28   | 4     |
| 11    | Франція         | Alain Barrière          | Elle était si jolie             | 25   | 5     |
| 15    | Монако          | Франсуаза Арді          | L’amour s’en va                 | 25   | 5     |
| 4     | Австрія         | Carmela Corren          | Vielleicht geschieht ein Wunder | 16   | 7     |
| 16    | Люксембург      | Nana Mouskouri          | A force de prier                | 13   | 8     |
| 3     | ФРН             | Heidi Brühl             | Marcel                          | 5    | 9     |
| 14    | Бельгія         | Jacques Raymond         | Waarom                          | 4    | 10    |
| 9     | Югославія       | Vice Vukov              | Brodovi                         | 3    | 11    |
| 12    | Іспанія         | José Guardiola          | Algo prodigioso                 | 2    | 12    |
| 5     | Норвегія        | Anita Thallaug          | Solhverv                        | 0    | 13    |
| 7     | Фінляндія       | Laila Halme             | Muistojeni laulu                | 0    | 13    |
| 2     | Нідерланди      | Annie Palmen            | Een speeldoos                   | 0    | 13    |
| 13    | Швеція          | Monica Zetterlund       | En gång i Stockholm             | 0    | 13    |

### 5 points
Нижче наведено підсумок усіх отриманих 5 балів 
| N | Конкурсант      | Країна (країни) які дали 5 балів                   |
| - | --------------- | -------------------------------------------------- |
| 5 | Данія           | Бельгія, Фінляндія, Люксембург, Нідерланди, Швеція |
| 3 | Італія          | Данія, Монако, Швейцарія                           |
| 3 | Швейцарія       | Австрія, Італія, Велика Британія                   |
| 2 | Велика Британія | Норвегія, Іспанія                                  |
| 2 | Монако          | Франція, Німеччина                                 |
| 1 | Франція         | Соціалістична Федеративна Республіка Югославія     |

## Система голосування
Кожна країна мала 20 членів журі, які присуджували п’ять улюблених пісень 5, 4, 3, 2 та 1 бали по порядку.  Потім усі ці бали будуть додані, і п’ять пісень з найбільшою кількістю балів отримали 5, 4, 3, 2 та 1 голоси по порядку.